# Jean Bourdette
Jean Bourdette (1818-1911) est un ingénieur agronome français né à Argelès-Gazost où il passa son enfance. Il est connu pour ses travaux d'historien régionaliste consacrés au Lavedan principalement dont il a commencé la publication après l'âge de 70 ans. Il est d'ailleurs souvent cité comme « l'historien du Lavedan ». 

## Sa vie
Agronome de formation, diplômé de l'Institution royale agronomique de Grignon, école d'agriculture et agronomie créée en 1826 par Charles X, Jean Bourdette a partagé sa vie professionnelle entre diverses activités pédagogiques, scientifiques et administratives, d'enseignant en sciences naturelles à Paris, de collaborateur scientifique de Le Verrier (qui était le directeur de l'Observatoire), de directeur de la Mission Égyptienne de Paris (institut de formation de l'élite égyptienne). En 1878, à 60 ans, il quitte ses fonctions pour se retirer à Toulouse. Il parcourt le Comminges, le Couserans, la Vallée d'Aure et son Lavedan natal pour explorer la nature pyrénéenne en botaniste. Il collabore avec Gaston Bonnier et devient membre de la Société botanique de France dont Gaston Bonnier est le président. Toutefois Jean Bourdette est peu connu comme botaniste car il a peu persévéré dans cette voie : il n'a publié que 6 articles dans ce domaine, et on a perdu la documentation botanique qu'il a pu réunir, en outre son herbier personnel n'a pas été retrouvé non plus.
Il semble que ce soit pour des raisons de santé que Jean Bourdette ne poursuivit pas ses travaux de naturaliste, mais il semble aussi avec l'âge avoir été dominé par le désir de faire découvrir l'histoire du pays de son enfance, le Lavedan. C'est aussi vraisemblablement à partir de 60 ans que Jean Bourdette a dû commencer ses recherches historiques en sus de ses activités de botaniste : la publication de ses travaux d'historien, dont la plupart sont modestement appelés notices, s'échelonne de 1889 à 1911. Ce sont eux qui l'ont fait connaître.

## Son œuvre
Elle se partage, pour l'essentiel entre des ouvrages consacré à l'histoire du Lavedan, principalement, et ceux touchant à l'histoire d'autres sites ou entités géographiques (le château et la ville de Lourdes, le Nébouzan, la Baronnie des Angles, etc.), sans oublier des travaux de lexicologie gasconne du Lavedan dont l'essentiel n'a pas été publié.
 
En sus des travaux publiés, il existe un fonds Jean Bourdette aux Archives départementales des Hautes-Pyrénées qui rassemble des textes non édités, réunis en plusieurs volumes. La Bibliothèque municipale de Tarbes, légataire de son œuvre écrite, possède également un bon nombre de ses ouvrages que l'on retrouve aussi à la Bibliothèque municipale de Toulouse. Le Musée Pyrénéen (Château fort de Lourdes) détient un manuscrit de 1404 pages de Jean Bourdette : Essai de vocabulaire du Gascon en Lavedan, en 4 volumes.

### Analyse de son travail d'historien
L'œuvre de Jean Bourdette a fait l'objet, en 1992,  de plusieurs articles d'auteurs différents rassemblés sur le thème Autour de Jean Bourdette et publiés par la Société d'Études des Sept Valléesdans laquelle se retrouvent nombre de ceux qui le considèrent comme leur « père spirituel en Lavedanité » pour reprendre l'expression du journaliste Jacques Longué, né à Cauterets et lui-même historien de la Bigorre. 
 Selon Longué, Bourdette fut plus un lecteur d'archives qu'un observateur, un homme de cabinet exploitant des documents anciens, pas un homme de terrain. Il est possible que l'âge auquel il entreprit ses travaux explique cela et sans doute avait-il déjà une connaissance précise des lieux dont il a étudié l'histoire. Certes, Bourdette n'a pas été un archéologue.
 Royaliste légitimiste, catholique ultramontain, réactionnaire donc, créationniste, anti saint-simonien bien que ingénieur de formation et opposé au progrès économique et scientifique (sauf lorsque ses réalisations favorisent son cher Lavedan), ses travaux sont marqués de commentaires qui reflètent ses idées sur les différents sujets sociaux et politiques de son temps. C'est avec cet éclairage que l'on goûtera le paragraphe qui suit qui clôt son ouvrage sur les barons des Angles :
 « A la mort de son père, Paul-Auguste-Jean de Roux de Gaubert de Courbons hérita du titre de Baron des Angles, mais la Baronnie était et resta la propriété personnelle de sa mère.
 Je ne fais mention de lui que comme ayant été le dernier Baron des Angles.
 On sait que dans la nuit du 4 août 1789, les Bourgeois réunis en assemblée dite nationale, sortant audacieusement de leur mandat, et abusant de la faiblesse et de l'excessive bonté du roi Louis XVI et de l'incapacité de ses Ministres et Conseillers, abolirent toutes les Institutions Féodales. Cette destruction fut le prélude de toutes celles qui suivirent et firent table rase de tout, même de la Royauté qui avait fait la France si grande qu'encore au début de l'année 1789 elle marchait à la tête des nations
 Ainsi finit et disparut cette Baronnie des Angles dont j'ai essayé de faire connaître les possesseurs successifs ».

En fait, Jean Bourdette est un historien de son temps : pour lui comme pour les autres historiens de son époque, tel Ernest Lavisse, l'histoire est au cœur du débat politique. Les jugements, les partis pris de Bourdette sont à leur tour des documents pour une histoire des opinions politiques. Enraciné dans les traditions du Lavedan, hostile aux atteintes aux vieilles coutumes, Jean Bourdette vise en fait, d'abord et avant tout, à fixer et à pérenniser la mémoire collective locale. Ses jugements ainsi analysés, une fois donc que l'on a fait la part des choses concernant ses engagements, on retiendra que ses ouvrages contiennent une foule de renseignements allant du document brut aux reconstitutions qui, certes, n'échappent pas à une lecture critique,.  On y trouve une foison d'indications que goûtent toujours les amoureux du Lavedan, tous ceux que le langage des lieux et des paysages touche. Car ce qui a compté le plus pour lui c'est bien sûr son amour des Pyrénées et d'abord du Lavedan.

### Jean Bourdette et le gascon écrit et parlé en Lavedan

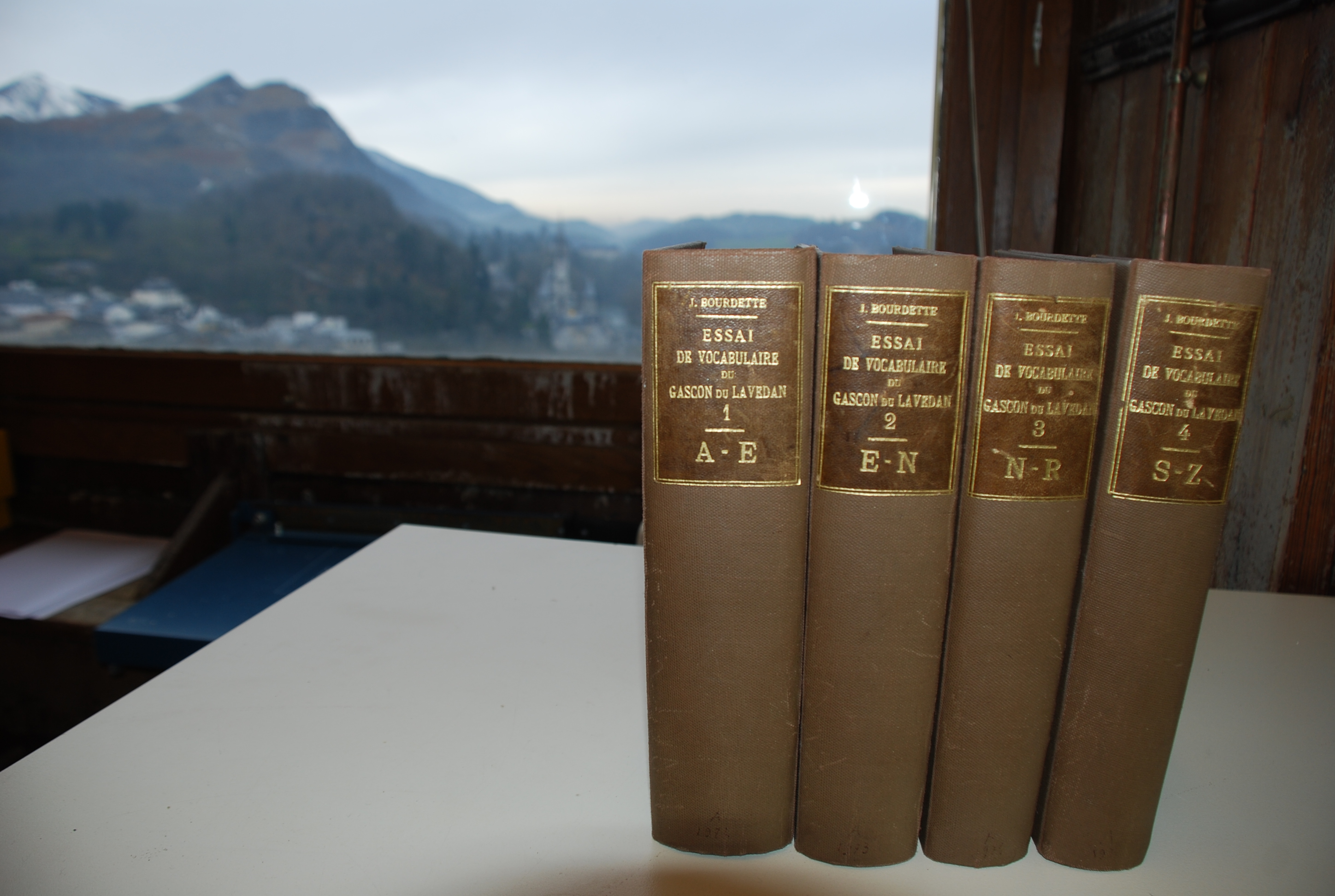
Les 4 tomes du manuscrit Essai de vocabulaire du Gascon du Lavedan, photographiés dans une salle du Musée Pyrénéen à Lourdes.

Bien que son travail de lexicographie du gascon parlé en Lavedan soit resté mineur dans son œuvre, il n'en est pas moins considéré aujourd'hui comme essentiel pour le Lavedan. Il ne s'est pas investi davantage sur ce terrain et n'avait pas trouvé le temps de réaliser le livre de grammaire lavedanaise qu'il avait en projet. Son manuscrit non publié, déposé au Musée Pyrénéen, à Lourdes, intitulé "Essai de vocabulaire du Gascon du Lavedan", révèle l'originalité d'un apport très fourni et diversifié dans lequel les mots sont accompagnés des expressions courantes dans lesquelles on les rencontre. Son recueil de proverbes Ets reproues det Labédà aplegats per Yan Bourdette (Les proverbes du Lavedan réunis par Jean Bourdette) est le premier travail que l'on ait imprimé en gascon du Lavedan. 

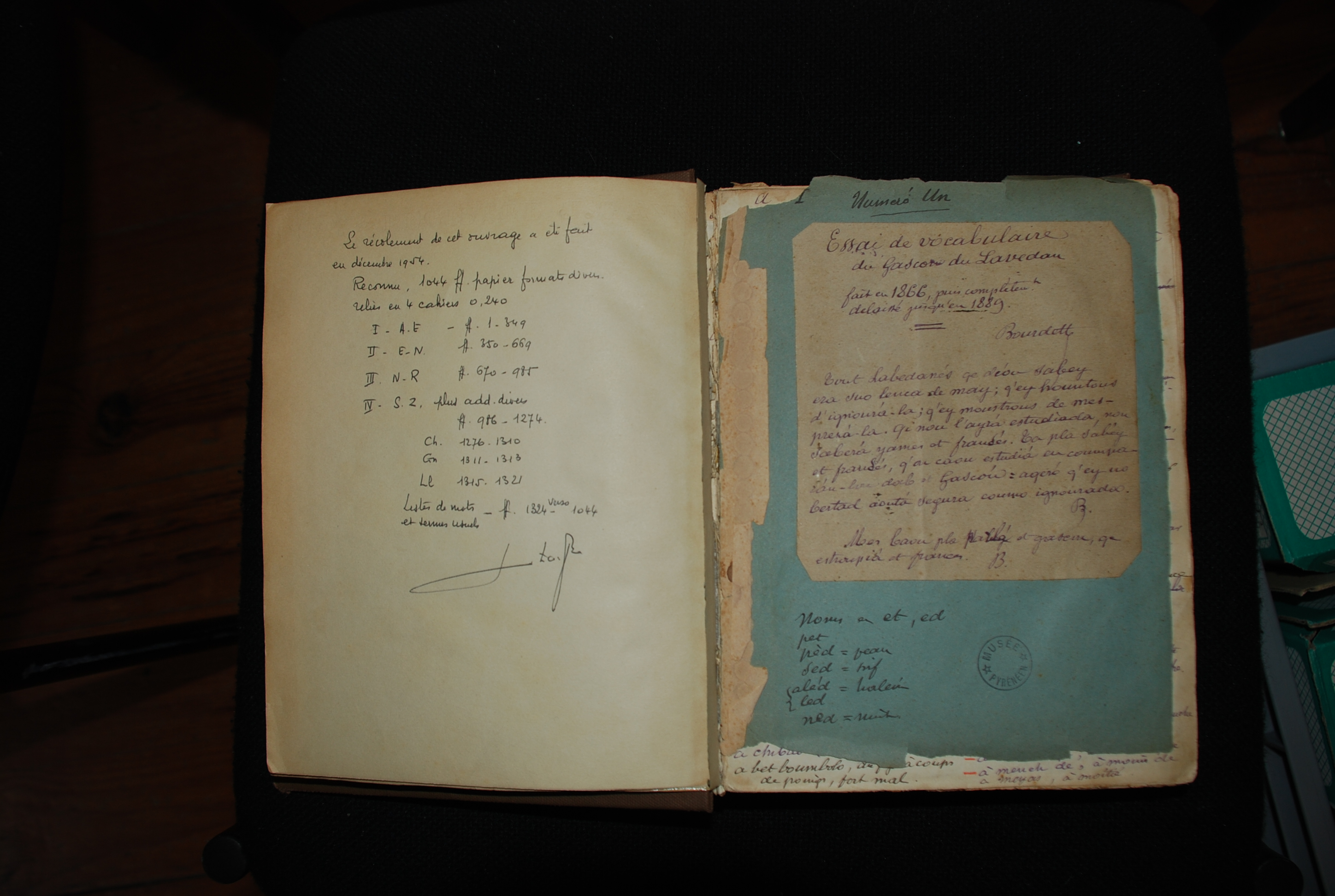
Introduction écrite par Jean Bourdette.

André Nogaro souligne l'importance que Jean Bourdette accordait à sa langue maternelle, « sou lenga mayrana », comme il disait. Une langue à laquelle il reconnaissait une grande importance pour l'apprentissage du français, comme on peut le lire sur la première page de son dictionnaire : « Tout Labedanés que déou sabey era suo lenca de may, q'ey hountous d'ignourà-la, qu'ey moustrous de mespresà-la. Qi nou l'ayrà estudiada, nou saberà yames el francés. Ta plan sabey et francés, q'ou cau estudià en coumparàn-lou dab et Gascoù : aquero q'ey uo bertat aoutà segura coumo ignourado ».« Mes baou pla parla et gascou qe estroupià et frances ». Ce qui peut être traduit ainsi : « Tout Lavedanais doit savoir la langue maternelle. Il est honteux de l'ignorer, il est monstrueux de la mépriser. Qui ne l'aura étudiée ne saura jamais le français, il faut l'étudier en le comparant avec le gascon : cela est une vérité aussi sûre qu'ignorée. Mieux vaut bien parler le gascon qu'estropier le français ».

 André Nogaro rapporte aussi que Jean Bourdette entretint des relations chaleureuses et suivies avec Miquèu de Camelat, le poète et dramaturge gascon natif d'Arrens en Lavedan, malgré la différence d'âge qui les séparait.  Responsable du comité de rédaction de « Reclams de Bearn e Gascounh », Camélat qui avait choisi, pour être lu, de s'exprimer en béarnais, publia des textes que Bourdette écrivit pour sa revue en langue du Lavedan.

## Liste des ouvrages publiés

### Les Notices et Annales du Lavedan
« Per amou det Labédà » (ou du Labédaa) , (par amour du Lavedan), C'est accompagnés de cette mention en page de couverture que Jean Bourdette a publié tous ses ouvrages consacrés au Lavedan. La liste en est la suivante :

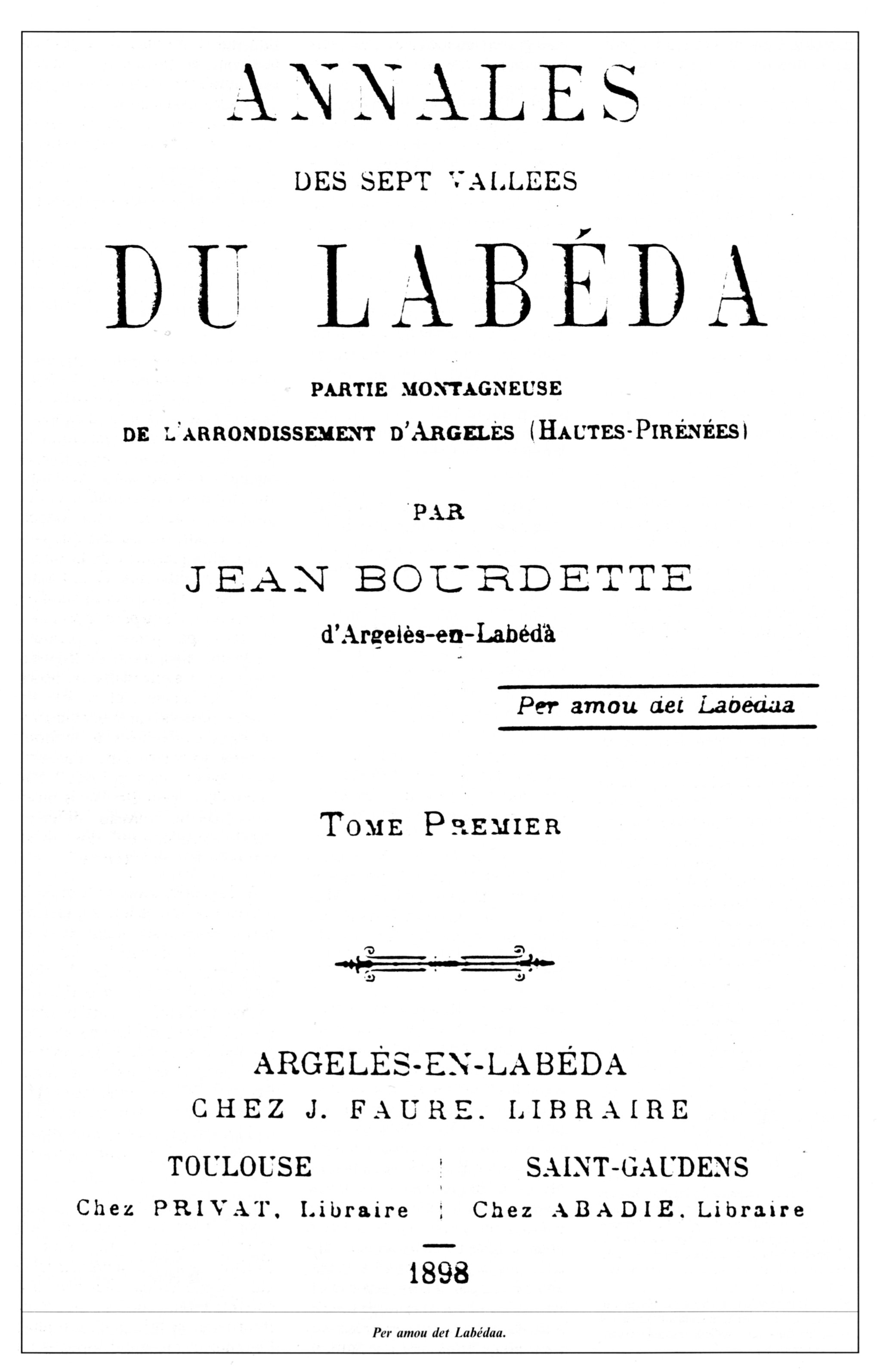
Page de couverture du tome 1 des Annales du Labéda publié en 1898

- Notice des Seigneurs d'Abilhac. Au village de Laou, canton d'Argelès, H.P. "Per amou det Labédà". Un livre, 1905, 280pp, 14x22 cm. In 8°.
- Notice des Seigneurs d'Aoumets (ou Omex, en Bat-Surguère, arrondissement d'Argelès (H.P.) "Per amou det Labédà". Un volume, 1905, 202 pp, 14x22 cm. In 8°.
- Notice historique de la commune d'Arbéost (canton d'Aucun), arrondissement d'Argelès (H.P.) "Per amou det Labéda". Un volume, 1912, 72 pp, 16,5 x25 cm.In 8°. Cette notice a été rééditée en 2013 sous le titre La commune d'Arbéost aux éditions Des Oreilles Pour Lire.
- Notice des seigneurs d'Arzaas (Fief au village de Sales, canton et arrondissement d'Argelès (H.P.). "Per amou det Labédà". Un volume, 1903, 188 pp, 14x22 cm. In 8°.
- Notice des Seigneurs du Castet-Naou (D'Arras en Labeda, H.P.). "Per amou det Labéda"Un volume, 1907, 167 pp, 16,5 x25 cm.In 8°.
- Notice des Seigneurs de Couhitte en Labédà (Fief de la commune de Beaucens, canton et arrondissement d'Argelès (H.P.). "Per amou det Labéda". Un volume, 1905, 212 pp, 14x22 cm. In 8°.
- Notice des Seigneurs du Doumec de Luz en Baredge, dit Doumec-Debat (de Luz) "Per amou det Labéda". Un volume, 1907, 228 pp, 14x22 cm. In 8°.
- Notice des Seigneurs de Miramont (Au village d'Adas en Labéda). "Per amou det Labéda". Un volume, 1908, 273 pp, 14x22,5 cm. In 8°.
- Notice des Seigneurs d'Os (ou Ost) (village du Labéda, canton et arrondissement d'Argelès (H.P.). "Per amou det Labédà". Un volume, 1907, 189 pp, 14x22 cm. In 8°.
- Notice des Seigneurs de Sère en Labédà, (canton et arrondissement d'Argelès, H.P.).  "Per amou det Labéda" Un volume, 1905, 199 pp, 14x22 cm. In 8°.
- Histoire du tribut des médailles payé à la vallée d'Aspe par les Vallées de Darre-Ayga en Labéda.  "Per amou det Labédà". Un volume, 1983, 99 pp, 14x22 cm. In 8°.
- Le monastère de Saint-Sabi de Labédà (ou Saint Savin de Lavedan, H.P.). "Per amou det Labéda". Un volume, 1911, 68 pp, 14x,22,5 cm. In 8°.
- Les Seigneurs de Bieouzac (Ancien village du Labédà, aujourd'hui simple quartier d'Argelès). "Per amou det Labéda". Un volume, 1903, 284 pp, 14x22,5 cm. In 8°.
- Annales des Sept Vallées du Labédà. "Per amou det Labédà". Tome I. Un volume, 1898, 528 pp, 14x22,5 cm. In 8°.
- Annales des Sept Vallées du Labédà. "Per amou det Labédà". Tome II. Un volume, 1898, 597 pp, 14x22,5 cm. In 8°.
- Annales des Sept Vallées du Labédà. "Per amou det Labédà". Tome III. Un volume, 1898, 627 pp, 14x22,5 cm. In 8°.
- Annales des Sept Vallées du Labédà. "Per amou det Labédà". Tome IV. Un volume, 1898, 690 pp, 14x22,5 cm. In 8°.
- Notice des abbés lays du Labédà. "Per amou det Labédà". Un volume, 1911, 688 pp, 14x22,5 cm. In 8°.
- Notice des Seigneurs des petits fiefs et des gentilshommes sans fiefs du Labédà (arrondissement d'Argelès, H.P). "Per amou det Labédà". Un volume, juin 1909, 532 pp, 14x22 cm. In 8°.
- Notice des Seigneurs de Sen Pastous, (village en Labédà, arrondissement d'Argelès). "Per amou det Labédà". Un volume, 1903, 221 pp, 14x22,5 cm. In 8°.
- Notice des Seigneurs de Beoucen, (village du Labédà, canton et arrondissement d'Argelès, H.P). "Per amou det Labédà". Un volume, 1906, 310 pp, 14x22,5 cm. In 8°.
- Notice des Seigneurs des Doumec et Abbaye laye d'Arras (En vallée d'Azu,(arrondissement d'Argelès, H.P. "Per amou det Labédà"). Un volume, 1902, 261 pp, 14x22 cm. In 8°.
- Notice des Seigneurs du Doumec d'Ourout et d'Ourout. "Per amou det Labédà"). Un volume, 1893, 100 pp, 14x22,5 cm. In 8°.
- Reproues det Labédà. Proverbes de Labéda. "Per amou det Labédà". Un volume, 1893, 100 pp, 14x22,5 cm. In 8°.

### Autres ouvrages
Trois autres territoires ou sites se sont inscrits dans le champ des recherches de Jean Bourdette : le château et la ville de Lourdes et la Baronnie des Angles aux portes du Lavedan dont ils sont à la fois le verrou et par certains aspects le prolongement, et, à part, le Nébouzan qui retint son intérêt par sa singularité historique et géographique.
- Le château et la ville de Lourdes. Un volume, 1899-1905, 301 pp, 12,5x18,5 cm.
- Notice des Barons des Angles. Extrait du Bulletin de la Société Ramond, 1905-1908. Un volume, 1908, 166 pp, 16 x 25,5 cm.
- Notice du Nébouzan. Extrait de la Revue du Comminges, 1899-1902. Un volume, 1903, 202 pp, 16 x 25,5 cm. Cette notice a été rééditée en 2005[12].

## Hommages
Il existe une rue Jean Bourdette, une salle municipale de réunions Jean Bourdette et une école primaire Jean Bourdette à Argelès-Gazost et une rue Jean Bourdette à Lourdes.